# Jack Scalia
Jack Scalia (Brooklyn, 10 de noviembre de 1950) es un actor estadounidense. Durante su carrera realizó una gran cantidad de apariciones en series de televisión (en el reparto regular y como invitado), telefilmes y largometrajes. Uno de sus papeles más reconocidos fue el de Chris Stamp en la serie All My Children entre 2001 y 2003.

## Filmografía

### Cine y televisión
| Año           | Título                              | Personaje          | Observaciones |
| ------------- | ----------------------------------- | ------------------ | ------------- |
| 1981          | Fabricante de estrellas             | Vince Martino      | Telefilme     |
| 1982          | The Devlin Connection               | Nick Corsello      | 13 episodios  |
| 1983          | High Performance                    | Blue Stratton      | 4 episodios   |
| 1984          | Amazons                             | Tony Monaco        | Telefilme     |
| 1984          | Fear City                           | Nicky Parzeno      | Largometraje  |
| 1985          | Hollywood Beat                      | Nick McCarren      | 14 episodios  |
| 1985          | Berrenger's                         | Danny Krucek       | 11 episodios  |
| 1985          | The Other Lover                     | Jack Hollander     | Telefilme     |
| 1986          | Club Med                            | O'Shea             | Telefilme     |
| 1987          | Remington Steele                    | Tony Roselli       | 6 episodios   |
| 1987          | I'll Take Manhattan                 | Rocco Cipriani     | Miniserie     |
| 1987–88, 1991 | Dallas                              | Nicholas Pearce    | 29 episodios  |
| 1989–90       | Wolf                                | Tony Wolf          | 12 episodios  |
| 1990          | La grieta                           | Wick Hayes         | Largometraje  |
| 1990          | After the Shock                     | Jack Thompson      | Telefilme     |
| 1990          | Donor                               | Eugene Kesselman   | Telefilme     |
| 1991          | Deadly Desire                       | Frank Decker       | Telefilme     |
| 1991          | Ring of Scorpio                     | Richard Devereaux  | Miniserie     |
| 1991          | Runaway Father                      | John Payton        | Telefilme     |
| 1992          | Tequila y Bonetti                   | Nick Bonetti       | 12 episodios  |
| 1992          | Illicit Behavior                    | Mike Yarnell       | Largometraje  |
| 1992          | With a Vengeance                    | Mike Barcetti      | Telefilme     |
| 1992          | Lady Boss                           | Lennie Golden      | Minsierie     |
| 1993          | Casualties of Love                  | Joey Buttafuoco    | Telefilme     |
| 1993          | Torch Song                          | Mike Lanahan       | Telefilme     |
| 1993          | Amore!                              | Saul Schwartz      | Largometraje  |
| 1994          | Shattered Image                     | Brian Dillon       | Telefilme     |
| 1994          | Pointman                            | Connie Harper      | Telefilme     |
| 1994          | Stalker: Shadow of Obsession        | Carvella           | Telefilme     |
| 1994          | Beyond Suspicion                    | Vince Morgan       | Telefilme     |
| 1994          | T-Force                             | Jack Floyd         | Largometraje  |
| 1995          | Pointman                            | Connie Harper      | 22 episodios  |
| 1995          | Tall, Dark and Deadly               | Roy Calvin         | Telefilme     |
| 1995          | Touched by an Angel                 | Max Chamberlain    | 1 episodio    |
| 1995          | P.C.H.                              | Daniel St. Germain | Telefilme     |
| 1996          | The Silencers                       | Rafferty           | Largometraje  |
| 1996          | Storybook                           | Padre de Brandon   | Largometraje  |
| 1996          | Dark Breed                          | Nicholas Saxon     | Largometraje  |
| 1996          | Everything to Gain                  | Michael DeMarco    | Telefilme     |
| 1997          | Under Oath                          | Nick Hollit        | Largometraje  |
| 1997          | Fired Up                            | Frank Reynolds     | 1 episodio    |
| 1998          | Hell Mountain                       | Garrett            | Largometraje  |
| 1998          | Decepción                           | Brett Newcomb      | Telefilme     |
| 1998          | Mel                                 | Bailey Silverwood  | Largometraje  |
| 1998          | The Last Leprechaun                 | Henry Barridge     | Largometraje  |
| 1998          | Charades                            | Barry              | Largometraje  |
| 1998          | Act of War                          | Jack Gracy         | Largometraje  |
| 1999          | Follow Your Heart                   | Scott Thompson     | Largometraje  |
| 1999          | Asesinas silenciosas                | Max Farrington     | Telefilme     |
| 2000          | Punto cero                          | Michael Brandeis   | Largometraje  |
| 2000          | Tequila & Bonetti                   | Nick Bonetti       | 14 episodios  |
| 2001          | Boys Klub                           | El jefe            | Largometraje  |
| 2001–03       | All My Children                     | Chris Stamp        | 153 episodios |
| 2002          | Shattered Lies                      | Capitán Sterling   | Largometraje  |
| 2003          | Hollywood Wives: The New Generation | Michael Scorsinni  | Telefilme     |
| 2005          | Red Eye                             | Charles Keefe      | Largometraje  |
| 2005          | McBride: Anybody Here Murder Marty? | Marty Caine        | Telefilme     |
| 2005          | Taylor                              | Mark Sullivan      | Largometraje  |
| 2006          | End Game                            | El presidente      | Largometraje  |
| 2006          | Honeymoon with Mom                  | Nick Tercel        | Largometraje  |
| 2006          | Kraken: Tentacles of the Deep       | Maxwell Odemus     | Telefilme     |
| 2006          | The Genius Club                     | El presidente      | Largometraje  |
| 2007          | Finishing the Game                  | Agente             | Largometraje  |
| 2007          | Nuclear Hurricane                   | Rusty              | Telefilme     |
| 2008          | Chicano Blood                       | Det. Samuel        | Telefilme     |
| 2010          | Black Widow                         | Sean McMurphy      | Largometraje  |
| 2010          | The Black Tulip                     | Coronel Williams   | Largometraje  |
| 2012          | Jersey Shore Shark Attack           | Sheriff Moretti    | Telefilme     |
| 2012          | Parks and Recreation                | Howard Kurtzwilder | 1 episodio    |
| 2012          | The Dog Who Saved the Holidays      | Tony Rowe          | Telefilme     |
| 2013          | The Thanksgiving House              | John Ross          | Telefilme     |
| 2013          | The Neighbors                       | Suave Older Man    | 1 episodio    |
| 2014          | Revolution                          | Bill Harlow        | 1 episodio    |
| 2017–18       | Saints & Sinners                    | Nicholas McGrail   | 4 episodios   |